# Emerald Bay
Emerald Bay es un lugar designado por el censo ubicado en el condado de Smith en el estado estadounidense de Texas. En el Censo de 2010 tenía una población de 1.047 habitantes y una densidad poblacional de 263,18 personas por km².

## Geografía
Emerald Bay se encuentra ubicado en las coordenadas 32°9′41″N 95°26′19″O / 32.16139, -95.43861. Según la Oficina del Censo de los Estados Unidos, Emerald Bay tiene una superficie total de 3.98 km², de la cual 1.99 km² corresponden a tierra firme y (49.87%) 1.98 km² es agua.

## Demografía
Según el censo de 2010, había 1.047 personas residiendo en Emerald Bay. La densidad de población era de 263,18 hab./km². De los 1.047 habitantes, Emerald Bay estaba compuesto por el 98.09% blancos, el 0.29% eran afroamericanos, el 0.19% eran amerindios, el 1.05% eran asiáticos, el 0% eran isleños del Pacífico, el 0% eran de otras razas y el 0.38% pertenecían a dos o más razas. Del total de la población el 0.57% eran hispanos o latinos de cualquier raza.